# Wapen van Driesum

Wapen van Driesum

Het wapen van Driesum is het dorpswapen van het Nederlandse dorp Driesum, in de Friese gemeente Dantumadeel. Het wapen werd in 1999 geregistreerd.

## Beschrijving
De blazoenering van het wapen luidt als volgt:
In groen vier wortels in natuurlijke kleur, geplaatst volgens een kruis, met de punten naar elkaar toe, in het eerste kwartier vergezeld van een roos van zilver, gepunt en geknopt van goud; een schildzoom doorsneden van zwart en goud.
De heraldische kleuren zijn: sinopel (groen), zilver (zilver), goud (goud) en sabel (sabel).

## Symboliek
- Groen veld: staat voor de weiden en de houtwallen rond het dorp.[3]
- Schildzoom: beeldt de overgang uit van zandgrond naar kleigrond.[3]
- Wortels: verwijzen naar de wortelteelt in het dorp. Het getal vier duidt op de vier wegen die in het dorp bij elkaar komen.[3]
- Roos: ontleend aan het wapen van de familie Van Sytzama. Dit geslacht bewoonde onder meer de plaatselijke Rinsma State.[3]

Het wapen van Van Sytzama.

## Zie ook

Vlag van Driesum